# جون سادلر
جون سادلر (بالإنجليزية: John Sadler)‏ هو مؤرخ بريطاني، ولد في 1953.